# Arabe mésopotamien
L’arabe mésopotamien, aussi appelé arabe irakien (en arabe : irāqi), est un continuum de variétés arabes mutuellement intelligible originaire du bassin mésopotamien d’Irak et présent également en Syrie, en Iran, dans le sud-est de la Turquie (Kurdistan), et parlé dans les communautés de la diaspora irakienne.

## Histoire
L’araméen était la lingua franca en Mésopotamie du début du premier millénaire av. J.-C. jusqu’à la fin du premier millénaire après J.-C., ce qui explique que l’arabe irakien présente des signes d’un substrat araméen. Le gilit et les variétés judéo-irakiennes ont conservé des influences de l’araméen babylonien.
En raison de multiculturalisme inhérent de l’Irak ainsi que de son histoire, l’arabe irakien comporte de vastes emprunts dans son lexique de l’araméen, de l’akkadien, du persan, du kurde et du turc.

## Variétés
L’arabe mésopotamien est composé de deux grandes variétés. Il est fait la distinction entre l’arabe mésopotamien gilit et l’arabe mésopotamien qeltu ; les noms dérivant de la forme du mot signifiant « J'ai dit ».
Le groupe du sud (gilit) comprend le cluster dialectal du Tigre, parmi lequel la forme la plus connue est l’arabe bagdadien, et le cluster dialectal de l’Euphrate, connu comme furati (arabe de l’Euphrate). La variété gilit est également parlée dans la province du Khouzistan en Iran.
Le groupe du nord (qeltu) inclut le cluster dialectal du Tigre du nord, également connu comme l’arabe mésopotamien du Nord ou maslawi (arabe de Mossoul), ainsi que les dialectes sectaires judéo-irakien et chrétien (tel que l’arabe bagdadien juif).

## Distribution
Les variétés gilit et qeltu de l’arabe irakien sont parlées en Syrie, ; le premier est parlé sur l’Euphrate à l’est d’Alep, et le second est parlé dans la région  du haut Khabur et au travers de la frontière avec la Turquie.
L’arabe chypriote partage un grand nombre de notions communes avec l’arabe mésopotamien ; en particulier avec la variété du nord, et a été compté comme appartenant à cette zone dialectale.